# Сан-Хуан — Лавентиль
Сан-Хуан — Лавентиль (англ. San Juan–Laventille, Произношениео файле) — регион на острове Тринидад, Тринидад и Тобаго. Имеет границы с регионами Тунапуна — Пиарко, Диего-Мартин, городскими округами Чагуанас и Порт-оф-Спейн, а также имеет выход на Карибское море и залив Пария. Площадь региона составляет 220,39 кв. километров (самый маленький показатель среди всех районов), а население — 157 288 человек (2011).
Главой региона на 2019 год является Энтони Робертс.

## Избирательные округа
Регион Сан-Хуан — Лавентиль разбит на 13 избирательных округов:
- Маракас-Бей (Санта-Крус)
- Морвент
- Верхний Мелик-Каледония
- Фебу
- Восточный Сан-Хуан
- Западный Сан-Хуан
- Арангез (Уорнер-Виллейдж)
- Пети Бур (Чамп Флюр)
- Сент-Барбз
- Саксесс
- Сент-Аннз
- Битем (Пиктон)
- Баратария